# Siège de Tunis (238 av. J.-C.)
Guerre des Mercenaires
Batailles
-240 Bataille d'Utique

-240 Bataille de Bagradas

-238 Bataille du défilé de la Scie

-238 Siège de Tunis

-238 Bataille de Leptis Minor
La bataille de Tunis est une bataille de la Guerre des Mercenaires qui a eu lieu vers 238 av. J.-C..

## Contexte
Hamilcar assiège Tunis où est basé Mathô.

Une nuit, Mathô capture Hannibal, un haut officier punique et le fait crucifier. Il brise le siège et part se réfugier à Leptis Minor.

## Conséquences
Tunis est prise, Carthage ne subit plus le siège des rebelles.
Mathô réunit ses dernières troupes à Leptis Minor en vue de la bataille finale.

Carthage demande à Hannon le Grand et à Hamilcar Barca de réunir leurs forces et de se réconcilier pour aller traquer les derniers rebelles.